# Lodzermensch
Als Lodzermenschen bezeichnete man im 19. und Anfang des 20. Jahrhunderts Einwohner der Fabrikstadt Łódź. Den Lodzermenschen wurden Fleiß, Ausdauer und Unternehmergeist zugeschrieben. Er wird in der Forschung als ein Stadtbewohnertyp angesehen, der sich nach und nach immer mehr entnationalisierte.
Der Begriff entstand, als sich die Stadt in der Blütezeit ihrer industriellen Entwicklung befand. In dieser Phase war die Stadt ein Ort, an dem mehrere Religionen und Nationalitäten zusammenlebten und miteinander arbeiteten, insbesondere Polen katholischen Glaubens, Protestanten deutscher Herkunft und Juden aus dem osteuropäischen Bereich. Die Behörden der russischen Besatzungsmacht unterstützten die Entwicklung der Stadt nur selten, sodass die kulturell unterschiedlichen Gruppen zusammenarbeiten mussten, um für die Entwicklung von Bildung, Medizin und Infrastruktur zu sorgen. Zu den Lodzermenschen zählten Vertreter verschiedener Gesellschaftsschichten wie Fabrikanten, Kaufleute, Arbeiter und Intellektuelle. Der Begriff wurde jedoch nicht für alle Einwohner der Stadt gebraucht. Er bezog sich nur auf diejenigen, die sich im kapitalistischen Lodz durch Unternehmergeist und Tüchtigkeit auszeichneten (Aufsteiger).
In der Literatur tauchte der Begriff erstmals in dem Roman Bawełna („Baumwolle“, 1895) von Wincenty Kosiakiewicz auf. Doch gelangte er erst durch Władysław Reymonts Roman Ziemia Obiecana („Das Gelobte Land“, erschienen 1896–98) in den sprachlichen Umlauf. Die negative Darstellung des Industriebürgertums in seinem Roman liegt an Reymonts Verbundenheit mit den Wertevorstellungen des polnischen Adels.
Während einer Diskussion, die 1998 durch die Redaktion der Zeitung Tygiel Kultury ging, machte der Historiker Krzysztof Woźniak auf den Unterschied zwischen dem Lodzermenschen in der mündlichen Überlieferung und dem als literarischer Figur aufmerksam:
„In den Arbeiterromanen ist der Lodzermensch stets jemand, der vor allem fleißig und tüchtig ist, der sich aber auch für die Belange der einfachen Leute interessiert; er versucht seinen Paternalismus auf Arbeiterbezirke, Schulen, Kinderkrippen, Apotheken usw. auszuweiten. Der literarische Mythos jedoch stellt den Lodzermenschen als eine im moralischen Sinne degradierte Figur da. Es sei hinzugefügt, dass in sämtlichen literarischen Überlieferungen die Helden in dem Moment zu Lodzermenschen werden, in dem sie ihrem bisherigen Wertesystem den Rücken zukehren und ihre familiären Wurzeln hinter sich lassen. In Lodz lernen sie dann den Mammon kennen, die Gottheit des Geldes und Erfolgs und sie sind bereit, ihr so zu dienen, wie sie nur können.“

## Persönlichkeiten
- Louis Geyer
- Izrael Poznański
- Edward Herbst[6]

## Bibliographie
- Andrzej Gałecki: Lodzermensch (pol.). Zugriff am 22. Juli 2014.
- Maria Łukowska: Mit lodzermenscha a rzeczywistość dawnej i współczesnej Łodzi (pol.). Zugriff am 22. Juli 2014.
- baedekerlodz.blogspot.com (Memento vom 22. Juli 2014 im Internet Archive)